# Sokół (Tatry)

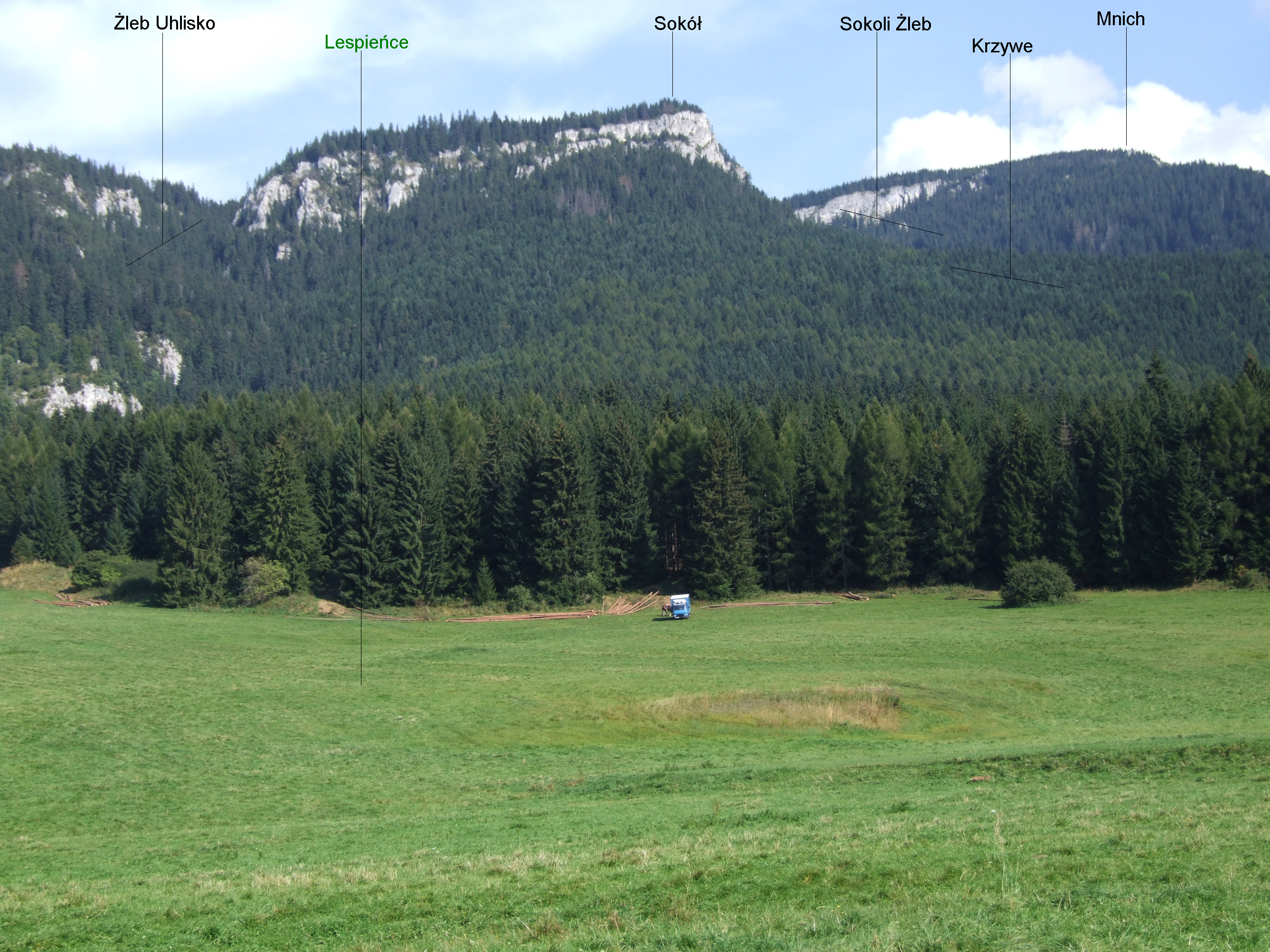
Widok z łąki Lespieńce

Sokół (słow. Sokol) – pas skał w zachodnich zboczach u wylotu Doliny Jałowieckiej w słowackich Tatrach Zachodnich. Znajduje się w środkowej części południowo-zachodniej grani Babek. Grań ta oddziela Sokoli Żleb od żlebu Uhlisko, jej górna część pomiędzy szczytem Babek a Sokołem nosi nazwę Szczawne, a dolna opadająca od Sokoła do łąki Lespieńce u podnóża Tatr to Krzywe.
Strome ściany Sokoła wznoszą się ponad lasem od strony wschodniej oraz południowej. Zbudowane są ze skał węglanowych. W 1981 na obszarze Sokoła, znacznej części Sokolego Żlebu oraz Mnicha utworzono obszar ochrony ścisłej o powierzchni 74,75 ha dla ochrony krasowych form skalnych (w tym jaskiń), dobrze zachowanych siedlisk leśnych, bogatej fauny naskalnych roślin wapieniolubnych i wysokogórskiej fauny. Po południowej stronie Sokoła oraz grzbietem Szczawne prowadzi szlak turystyczny.

## Szlaki turystyczne
zielony: rozdroże pod Tokarnią – rozdroże pod Babkami – Babki – Przedwrocie – Siwy Wierch.  Czas przejścia: 3:45 h, ↓ 2:30 h, suma podejść ponad 1200 m.